# Nationale Universität Donezk
Die Nationale Wassyl-Stus-Universität Donezk (ukrainisch Донецький Національний Університет; englisch Donetsk National University, Abk. DonNU) ist eine ukrainische Universität in Winnyzja, Oblast Winnyzja (bis 2014 in Donezk).
Im Jahr 2014 wurde sie aufgrund des Krieges in Donbass nach Winnyzja evakuiert.

## Geschichte
Die Hochschule wurde am 1. Juli 1937 als Staatliches Pädagogisches Institut per Dekret der Ukrainische SSR gegründet. Gründungsrektor war Olexandr Jewdokymenko, der 1938 bei den Stalinschen Säuberungen für zehn Jahre inhaftiert wurde. Die Hochschule hatte anfangs zwei Fakultäten (Geschichte und Philologie) und fünf Lehrstühle.
Zwischen 1940 und 1961 wurde die Hochschule von Serhij Ksenofotnow, anschließend von Mykola Choroschajlow geführt. 1964 wurde das Institut der Staatsuniversität Charkiw (heute: Nationale Wassyl-Karasin-Universität Charkiw) angegliedert. Per Dekret der Sowjetunion (UdSSR) wurde 1965 das Institut eigenständig und als Donezker Staatsuniversität geführt; erster Direktor war Professor Leonid Lytwynenko (1965–1968).
1965 wurden die Fakultäten Biologie und Physik eröffnet, erste postgraduale Studienprogramme angeboten sowie ein Studentencampus gebaut.
Unter der Ägide der Direktoren Jurij Schewljakow (1968–1970) und Hryhoryj Tymoschenko (1970–1975) wurde das 12-stöckige Hauptgebäude sowie das Universitätsmuseum gebaut. Die Direktoren Hryhoryj Ponomarenko (1975–1986) und Wolodymyr Schewtschenko (ab 1986) forcierten den weiteren Ausbau der Universität. Am 11. September 2000 wurde sie per Dekret des ukrainischen Präsidenten in die Nationale Universität Donezk umbenannt.

## Universität
Die Nationale Universität Donezk ist Mitglied der Eurasian University Association und der European University Association (EUA). Die Hochschule kooperiert mit Hochschulen in USA, Großbritannien, Frankreich, Deutschland, Griechenland, Tschechien, Ungarn, VR China und Polen.
Die Nationale Universität Donezk bietet in 12 Fakultäten und fünf Universitätsinstituten Bachelor- und Masterabschlüsse in 33 Fachrichtungen im Gebiet der Natur-, Geistes- und Wirtschaftswissenschaften an. Die Universität hatte 2003/2004 über 900 Professoren und Dozenten, davon drei Mitglieder der Nationalen Ukrainische Akademie der Wissenschaften (NAS).

### Krieg in Donbass und Umzug nach Winnyzja
Während des Krieges in Donbass fingen pro-russische Bewaffnete an, den Campus als einen ihrer Stützpunkte zu benutzen, Wohnheime in Kasernen zu verwandeln und mindestens 17 Fahrzeuge zu beschlagnehmen. Infolgedessen verlagerte sich die Universität nach Winnyzja wobei ein bedeutender Teil der Lehrkräfte und Studenten dem Umzug, nach Aussage der Rektorin des in Donezk verbliebenen Teils der Universität nicht folgte, sondern in Donetsk verblieb. Etwa 60 Prozent des Lehrkörpers ist nach Winnyzja übergesiedelt. Die Einrichtungen der Universität sind auf vier Gebäudekomplexe im Stadtgebiet Winnyzjas aufgeteilt. 2017 hatte die Universität in Winnyzja etwa 1000 Beschäftigte und 6000 Studierende.
Im Juni 2016 stimmten 75 von 105 Mitarbeitern für die Benennung der Universität nach einem ihrer Alumni, dem Dichter Wassyl Stus.